# Podpeklianka
Podpeklianka – potok, prawy dopływ Zdziarskiego Potoku (Ždiarsky potok) na Słowacji. Jest ciekiem 4 rzędu. Wypływa na wysokości około 1500 m na północno-zachodnich stokach szczytu Bartková (1790 m) w Niżnych Tatrach. Spływa początkowo w kierunku północno-zachodnim, potem północnym i na wysokości około 1080 m w Dolinie Zdziarskiej ( Ždiarska dolina) uchodzi do Zdziarskiego Potoku. Miejsce jego ujścia znajduje się tuż powyżej górnego końca polany Stanikovo.
Zlewnia Uplazovego Potoku to porośnięte lasem północne stoki Niżnych Tatr, w obrębie Parku Narodowego Niżne Tatry.